# Concordia sulla Secchia
Concordia sulla Secchia (emilián nyelven La Cuncòrdia) település Olaszországban, Emilia-Romagna régióban, Modena megyében. Lakosainak száma 8227 fő (2023. január 1.). Concordia sulla Secchia Mirandola, Moglia, Quistello, San Giacomo delle Segnate, San Giovanni del Dosso, San Possidonio és Novi di Modena községekkel határos.

## Népesség
A település lakossága az elmúlt években az alábbi módon változott:
| Lakosok száma | 8521 | 8440 | 8227 |
|               | 2017 | 2018 | 2023 |